# NGC 6812
NGC 6812 ist eine linsenförmige Galaxie vom Hubble-Typ S0 im Sternbild Teleskop am Südsternhimmel. Sie ist schätzungsweise 205 Millionen Lichtjahre von der Milchstraße entfernt.
Das Objekt wurde am 9. Juli 1834 von John Herschel mit seinem 18,7-Zoll-Spiegelteleskop entdeckt und später von Johan Dreyer in seinen New General Catalogue aufgenommen.